# متحف عمريت
يعتبر متحف عمريت أحد المتاحف السورية التي تحوي أثار أقدم الحضارات على الساحل السوري، حيث يضم أهم المكتشفات الأثرية للموقع الأثري المكتشف في منطقة عمريت.
يقع متحف عمريت في مدينة عمريت الأثرية جنوبي طرطوس ويبعد عن مركز مدينة طرطوس حوالي على 7 كم، ويحتوى المتحف على أثار الحضارات التي توالت على المنطقة من حضارةالآموريين والفينيقيين وغيرهم.من الموجودات الكثير من النقود الأروادية في الأراضي المنتشرة على مساحات واسعة والتي تعود إلى فترات زمنية مختلفة في القرن الثالث والثاني قبل الميلاد، وضربت النقود باسم ماراتوس.
صورة اله ملتح متوج باكليل من الغار، وهذا مايشير إلى الاله زيوس اله العاصفة (قديس الكون) وأسكليبوس الاله الشافي، وهرمز يمسك صولجان عليه ثعبانان في أعلاه جناحان، وكذلك أبولون.
وجه :و يحمل رأس تيكي من الجهة اليمنى يلبس تاجاً، وعلى الوجه الآخر يظهر عمريت رئيس الآلهة ومؤسس عمريت حسب الأسطورة على تلة دفاعية دائرية عار ذو ستارة في الوسط، وعلى يمين الحقل السفلي يظهر اسم عمريت باللغة اليونانية وعلى اليسار التاريخ والأرقام.
منحوتات لا الهة مثل / زيوس – أسكليبيوس – هرمز – أبولون.